# Coronel Baigorria
Coronel Baigorria es una localidad situada en el departamento Río Cuarto, provincia de Córdoba, Argentina.
Se encuentra situada en el noreste del departamento Río Cuarto, a 33 km de la ciudad de Río Cuarto y a 170 km de la capital provincial.
Es una localidad netamente agrícola y ganadera.
Existen en la localidad una cooperativa eléctrica y numerosos establecimientos agrícolas, así como dos escuelas, una primaria y otra secundaria.

## Población
Cuenta con 1834 habitantes (Indec, 2022), lo que representa un incremento del 20% frente a los 1456 habitantes (Indec, 2010) del censo anterior.
| Gráfica de evolución demográfica de Coronel Baigorria entre 1991 y 2022 |
|                                                                         |
| Fuente: Censos nacionales del INDEC                                     |